# Средња земља
Средња земља (енгл. Middle-earth) је велики континент на планети Арди, енглеског писца Џ. Р. Р. Толкина. У Хобиту, Господару Прстенова, Силмарилиону и другим радовима, Толкин је до најситнијих детаља измаштао читав један свет, са његовом географијом, историјом, религијом и лингвистиком, потрудивши се да му обезбеди и озбиљну „историјску“ подлогу, датирајући неке догађаје у стварном свету.
Средња земља је централни део Толкиновог света - Арде. Сам Толкин је Средњу земљу називао и преферирао термине: Ендор или Ендоре (Endor/Endórë) на квенији и Енор (Ennor) на синдарину. Континент се налазио источно од другог великог континента, Амана, који се најчешће назива Неумируће Земље, и који је одвојен од Средње земље океаном Белеагаром.
Средња земља је северни континент Земље (Арде), у замишљеном периоду Земљине прошлости (Толкин је датирао крај Трећег доба отприлике 6000 година пре његовог времена), у смислу "секундарне" или суб-креационистичке реалности. Средња земља је замишљена као Европа, док је Округ замишљен као Енглеска, а Хобитон представљен као Оксфорд.

## Терминологија
У германској митологији свет људи се називао разним именима, као што су Мидгард, Миденхајм, Миденгард. У староенглеском језику реч миденгеард се може превести исто као старонордијска реч мидгард (Miðgarðr) из нордијске митологије која се преводи као средња-земља или средњи-свет. Иако староенглеска реч миденгеард нема оригинално значење средња земља, Толкин проналази тај превод у неким списима и усваја га, али га не користи тако често, већ уместо њега преферира да користи термине као што су Ендор или Ендоре.
Многи назив Средња земља тумаче као назив целокупног универзума или пак целокупног физичког света, створеног од стране Толкина, што је погрешно. Тачан, али мање познат назив физичког света је Арда, док је назив целокупног Толкиновог универзума Еа (Eä). Термин Средња земља односи се на један од два континента створена унутар Толкиновог универзума.

### Употреба од стране Толкина
Толкин се први пут сусрео са термином middangeard у староенглеском делу које је проучавао 1914. године.
Éala éarendel engla beorhtast / ofer middangeard monnum sended.
Hail Earendel, brightest of angels / above the middle-earth sent unto men.
Овај цитат се преводи као „Поздрав Еаренделе, најсјајнији од анђела/изнад средње-земље послат људима”. Овај цитат је један од остатака староенглеског епа Cynewulf. Име Еарендел је било инспирација Толкину за његовог морепловца Ерендила, који је запловио из Средње земље да тражи помоћ од Валара. Толкинова најранија песма/еп о Ерендилу се може пронаћи 1914. године, управо кад је проучавао Cynewulf, и о њој говори као „средњоземаљском венцу”.
У погледу концепта middangeard-а, Толкин је сматрао да има заједничко значење са грчком речи οἰκουμένη - оикумена (од које је настала реч екумена). Кроз употребу Толкин наводи да је оикумена трајан простор људи. Под овим Толкин мисли на физички свет у коме људи проживе свој живот и судбину, насупрот невидљивим световима као што су рај и пакао. Толкин је писао:
| „ | Средња земља...није мој властити термин. Већ је модернизација и измена...старе речи за насељен свет Људи, „Оикумена”: средња зато што се верује да се налази усред мора који је окружује и (у северњачкој машти) између леда Севера и ватре Југа. Староенглески middan-geard, средњевековни енглески midden-erd, middle-erd. Многи читаоци претпостављају да је Средња земља друга планета. | ” |

Термин Средња земља Толкин није употребљавао у својим првим радовима, па га самим тим он није измислио, већ га можемо пронаћи у разним облицима у модерном енглеском језику. Тај термин не можемо нигде пронаћи у Толкиновим списима из 20-их година 20. века. Чак га не можемо пронаћи ни у оригиналној верзији Хобита, из 1937. године.
Прву употребу термина Средња земља од стране Толкина видимо тек у другој половини 1930-их, у његовим белешкама за оно што ће касније бити познато као Господар прстенова. Прво објављено помињање тог термина можемо пронаћи у уводу првог издања Господара прстенова: ,,... Хобити су у ствари живели мирно у Средњој земљи много дугих година, пре него што су остали народи постали свесни њиховог постојања”. Пре тога Толкин је користио термине Велике земље и Спољашње земље.

## Географија
Толкинова Средња земља представља један део, тачније континент, физичког света под називом Арда, кога такође чине и Неумируће Земље Амана и Тол Ересеја (Eressëa), а све је то део ширег, целокупног универзума Eä. Неумируће земље Амана (Валинор) се налазе западно од Средње земље и од ње су одвојене великим морем, Белеагаром. Аман настањују анђеоска бића Аинури (Валари и мајари) и вилењаци који су прихватили позив Валара и отишли у Валинор, након чега су добили назив Елдари (Мудри).

### Мапе
Толкин је током свог живота направио много карата Средње земље и појединачних региона Средње земље у којима се одигравају радње из прича. Добар део карата које је он припремио објављене су током његовог живота, али је један део мапа објављен постхумно, док многе није направио сам Толкин већ су направљене на основу његових описа, који су због његовог карактеристичног стила, били врло детаљни. Главне мапе су оне које су објављене у Хобиту, Господару прстенова и Силмарилиону.
Већина догађаја из Првог доба су се одиграли на потконтиненту Белеријанду, који се током догађаја из Хобита и Господара прстенова налази потопљен на дну великог мора Белеагара. Да би се дошло до перспективе где се он некада налазио потребно је рећи да су Плаве планине представљале источну границу Белеријанда, док у Трећем добу представљају западну границу Средње земље. Важно је напоменути да Толкинова мапа Средње земље приказује мали део света, пошто већи део земаља Руна и Харада, као и други континенти, није приказан.
Tolkien Estate (правно тело које полаже право на радове Џ. Р. Р. Толкина и на чијем челу је Кристофер Толкин) задржава сва ауторска права на мапе Средње земље, јер се мапа Средње земље сматра интелектуалном својином Толкина, а самим тим и његових потомака. Породица Толкин је правно заштитила и ограничила употребу мапа Средње земље само у едукативне сврхе и онима којима они директно одобре и спремни су да правно терете сваког ко објави у комерцијалне сврхе било какве мапе, чак и оне самостално направљене, на интернет без њиховог одобрења.

### Постанак
Према Толкиновој концепцији Арда је створена од стране врховног бога Еру Илуватара као постојбина за Децу Илуватарову (вилењаке и људе). Она је замишљена као равна плоча која се налази у центру свега, док се око ње окрећу Сунце, Месец и звезде. Према Толкиновим скицама она је представљена у облику диска, али она почиње да поприма облике сфере након што Аман и краљевство Валинор бивају "одвојени од кругова света". Арда је на самом почетку осмишљена и створена од стране Валара као симетрична, али је све то покварио Мелкор. Услед бројних сукоба са Мелкором, земља је попримала свој облик (стваране су планине, мора и острва).
На почетку Арда је била јединствена равна плоча и Валари су направили две лампе да би је осветлили (Илуин и Ормал). Вала Ауле је направио две велике куле, Хелкар на крајњем северу и Рингил на крајњем југу. Илуин је постављен изнад Хелкара, а Ормал изнад Рингила. Њихова светлост се сусретала на средини Арде где су се управо настанили Валари на острву Алмарен које се налазило на средини великог језера. Када је Мелкор уништио лампе Валара створена су два велика мора (Белеагар и Источно море), а острво Алмарен је уништено.
Након тога Валари су напустили Средњу земљу и отишли на новоформирани континент Аман и тамо се настанили креирајући краљевство Валинор. Валинор је окружен планинама Пелроима, које су служиле за одбрану. Главни град Валинора био је Валмар, а ту су још били Алквалонде и Тирион, где су живели вилењаци. У Валинору су постојале многобројне куле, баште и раскошне грађевине, које су га учиниле, како је Толкин тврдио, најлепшим местом на свету. Како се налазио у земљама Бесмртних, тамо ништа није венуло или се сушило. Сваки од Валара је имао посебно место у Валинору где је боравио (шуму, врт, планине, или дворове).
Да би се осигурали од Мелкорових напада одгурнули су Аман од остатка Арде тиме су проширили Белеагар, као последицу су створили низ од пет донекле симетричних планинских ланаца у Средњој земљи које су назване Плаве, Црвене, Жуте и Сиве планине као и планине Ветра. Много векова након оснивања Валинора, Мелкор је издигао и Маглене планине како би успорио напредовање Валара Оромеа који је ловио његове звери пре Буђења вилењака. Међутим Ороме је направио пролаз кроз Маглене планине, који ће се касније звати Пролаз Имладрис.
Још неке од промена су настале неколико година након буђења вилењака када су Валари напали Мелкорово утврђење Утумно. До промена је дошло код земаља западно од Плавих пнанина у Белеријанду где су услед великих битака настале неке од висоравни, а и Белеагар је додатно проширен настанком неколико залива.

### Прво Доба
Као што је речено у Силмарилиону већина догађаја из Првог Доба се одиграла у Белеријанду и његовом окружењу. Белеријанд је потконтинент, који се налазио западно од Плавих планина (Ered Luin), које су после потапања Белеријанда постале крајње западни део Средње земље. У границама Белеријанда, Толкин је поставио краљевство вилењака Доријат којим је владао Краљ Тингол, скривевени град Гондолин који је основао Тургон. Такође важно је напоменути и тврђаву Нарготронд коју је основао Финрод, и два патуљачка града у Плавим планинама Белегост и Ногрод. Кроз Белеријанд тече река Сирион која га дели на два дела, источни и западни. У источном делу Белеријанда се налази река Гелион са седам притока, које дефинишу зелено краљевство Осиријанда. Северно од Белеријанда се налазе региони Невраст, Хитлум и Дор-Ломин као и Гвоздене планине где Мелкор има своје утврђење Ангабанд.
На крају првог доба, током Рата Бесних војска Валара се сукобљава са војском Мелкора што доводи до великих разарања, Мелкор бива заробљен, а Ангабанд уништен. Сва та разарања имају за последицу то да највећи део Белеријанда бива потопљен.

### Друго и Треће Доба
Током Другог и Трећег Доба, у којима је Толкин сместио радње Акалабета, Хобита и Господара прстенова, Средња земља се није пуно мењала. Западни делови Средње земље су се састојали из земаља Еријадора, Гондора, Мистичних планина и долина реке Андуин. Еријадор се граничио на истоку са Плавим планинама (познатијим као Еред Луин) које су се протезале све то Сивих Лука одакле су испловљавали бродови за Валинор, и на западу са Мистичним планинама које су се простирале од далеког севера па све до Изенгарда, дома чаробњака Сарумана, на југу. У склопу Маглених планина налази се Морија (Khazad-dûm) старо краљевство патуљака. У Еријадору се некада налазило краљевство Арнор, које су основали Нуменорејци који су избегли уништење Нуменора. То краљевство се касније поделило на неколико краљевства Артедаин, Кардолан и Рудар која су сва већ увелико пропала до периода одвијања радње Господара прстенова. У оквиру Еријадора се налази и Округ домовина хобита, такође у Еријадору се налазе и село Бри, које настањују људи и хобити и које се налази на раскрсници путева, као и Ривендел (вилењаци га зову Имладрис) дом Елронда Наповилног који се налази близу западних обронака Маглених планина.
Источно од Маглених планина налази се земља под називом Рованион и велика река Андуин. Између Маглених планина и Андуина налази се краљевство Лотлоријен, дом шумских вилењака под водством Галадријеле и Келеборна, као и шума Фангорн, последње пребивалиште Ента. Источно од Андуина налази се Мрка шума (некада Зеленшума), дом шумских вилењака под вођдством Трандуила. Даље на истоку налазила се Усамљена планина (Еребор) дом патуљака, као и градови људи Дол и Езгарот, на крајњем истоку су се налазила Гвоздена брда која су била дом патуљака. Југоисточно од Маглених планина налазило се краљевство људи Рохан, даље на југ налазило се краљевство Гондор основано од истих људи који су избегли уништење Нуменора и који су основали Арнор. Источно од Гондора налази се Мордор окружен планинама са тврђавом Барад-дур коју контролише Саурон. Јужно од Гондора налазе се земље Харада које су претежно прекривене пустињом, на обалама Харада се налази велика пиратска лука Умбар, источно од Рованиона налази се море Рун, на чијој источној страни живе народи Источњака. Источњаци и Харадрими (народ Харада, земље јужно од Гондора и Мордора) су традиционално непријатељски расположени према Гондору, а у савезу су са Сауроном.

## Историја
У Силмарилиону историја Арде је подељена на четири главна временска периода и то: године Валара (Ainulindalë), године Светиљки, године Дрвећа и године Сунца. Док рачунање времена у Средњој земљи почиње са Првим добом и буђењем вилењака који се дешава у годинама Дрвећа. Време пре тога је једноставно знано као Почетак Дана. Током Првог доба долази и до буђења људи, који су други од деце Илуватарове, које се поклапа са првим појављивањем сунца тако да овај догађај обележава почетак година Сунца које траје кроз Прво, Друго, Треће и Четврто доба које траје до данашњих дана. Толкин је проценио да ми живимо у шестом или седмом добу.

### Године Валара
што у преводу значи Музика Аинура, представља поглавље у Силмарилиону у којем Толкин описује овај период стварања света. Толкин је често користио овај термин као колективизацију првих раздобља света пре буђења Деце Илуватарове (људи и вилењака). У Толкиновом свету Бог је назван Еру Илуватар. Илуватар је створио Аинуре (Валаре и Мајаре), бесмтрна бића са великим моћима, и научио их да стварају музику. Када су Аинури постали вешти у стварању музике Илуватар им је наложио да стварају музику према његовој замисли, тако су они стварали музику истовремено стварајући свет али један од Аинура, Мелкор (најмоћнији од Валара, вилењаци су га прозвали Моргот што значи мрачни непријатељ) је почео да квари ту музику, одступајући од Илуватарових замисли и пркосећи му. Тај сукоб Мелкора са Илуватаром је поставио темељ будућих сукоба у још ненасталом свету. У том сукобу се одражава Толкинова, који је био велики католик, инспирација религијом јер је он као узор за Моргота, претпоставља се, имао Сатану (Луцифера, палог анђела).
Коначно је Илуватар открио своју замисао Аинурима који су кренули да уобличе тај новонастали свет (Еа) и тако постали Валари и Мајари у том новом свету. Али су открили да је тај нови свет безобличан и они су уложили много труда и рада да би том новом свету дали облик и створили оно што ће касније постати Арда. Овај период стварања света се назива Доба Звезда, током њега су Аинури свет напунили чудима која су, како Толкин наводи, много изнад схватања смртних људи.

### Почетак Дана
У међувремену Аинури су створили Арду, трајно станиште за Децу Илуватарову (Вилењаке и људе). Мелкор са својим следбеницима је такође ушао у свет уништавајући све што је могао. Петнаест најмоћнијих Аинура су се назвали Валарима, Мелкор је био најмоћнији од свих али је Манве представљао вођу. Сваки од Валара се везао за одређени аспект овог света и то би постао центар његове моћи, Мелкор се нпр. везао за све ужасне ствари, насиље, хладноћу, ватру, земљотресе, вечну таму итд. Његова моћ је била толико велика да га Валари нису могли обуздати све док Вала Тулкас није дошао у свет и успео да поврати равнотежу. Мелкор, који се према Толкину плашио једино Тулкаса, бежи у далеке крајеве Арде и тамо шири своје зло и таму док се Валари настањују у Арди припремајући је за долазак деце Илуватарове.
Године Светиљки почињу након што су Валари створили Арду која је у почетку имала облик равне плоче. На северу и југу Валари су поставили две светиљке Илуин и Ормал које су давале светлост Арди, а њихова светлост се на средини мешала. Управо ту су се настанили Валари на острву Алмарену на средини великог језера. Ово доба је такође познато и као Пролеће Арде када Валари дају Арди многе лепоте, појављују се животиње, дрвеће и шуме почињу да расту. За све то време Мелкор је вребао иза Зидова Ноћи и убрзо искоришћава непажњу Валара и напада Арду уништавајући светиљке и тако завршавајући Године Светиљки.
Године Дрвећа започињу након уништења светиљки после чега су се Валари повукли у западне делове Арде стварајући нови континент Аман и на њему стварајући свој нови дом Валинор (земљу Валара). У Валинору Јавана направила два дрвета Валара Телперион и Лаурелин која су давала светлост Валинору, остављајући остатак Арде (сада већ знан као Средња земља) у мраку где је био осветљен само светлошћу звезда.

### Прво Доба
Прво доба Толкинове Средње земље почиње са буђењем вилењака крај језера Кујвијенен на истоку Средње земље. Убрзо након буђења Валари су их пронашли и позвали да пођу и да живе са њима у Валинору, што је већина учинили и кренули на пут али га нису сви и завршили. Валари су успели да заробе Мелкора али су га убрзо и пустили на условну слободу пошто им се учинило да се покајао за своје грехе. Што он није учинио већ је одмах након пуштања на слободу почео да уноси ривалство и раздор међу вилењачке принчеве Феанора и Финголфина. Он је убрзо убио њиховог оца, краља Финвеа, уништио дрвеће Валинора уз помоћ паука Унголијанте и украо Силмариле, драго камење које је направио Феанор и које је у себи садржало светлост два дрвета Валинора.
Феанор је убедио део свог народа, Нолдора (који су били познати ствараоци), да напусте Аман и крену у потеру за Мелкором проклинући га именом Моргот (мрачни непријатељ). Феанор и његови синови су се заклели да ће вратити Силмариле по сваку цену. Нолдори су тако били подељени у две групе, Феанор је водио једну од те две док је ону другу већу предводио Финголфин. Феанор је са Нолдорима дошао до луке Алквалонде у којој су живели вилењаци Телери, они су одбили да дају Нолдорима бродове којима би дошли до Средње земље. „Прво родоубиство”, како је названо у Силмарилиону, се десило када је Феанор напао Телере, украо њихове бродове и тако прешао у Средњу земљу, где су на обалама спалили бродове Телера. То је другој групи Нолдора под водством Финголфина оставило једино избор да иду преко опасног леденог прелаза Хелкараса, који је на северу спајао Аман са Средњом земљом, тај пут је однео много живота. Напослетку Феанор бива убијен али његови синови преживљавају и оснивају многа краљевства, исто то чини и Финголфин са својим наследницима. у међувремену Валари су узели последња два плода са дрвећа Валинора и од њих начинили Сунце и Месец.
Године Сунца су почеле када су Валари створили Сунце. И званично датирање Првог Доба почиње од првог изласка Сунца над Ардом. После неколико великих битака почиње доба дугог мира које је трајало четири стотине година, за до време дошло је до буђења првих људи. Едаини (први људи) су дошли у Белеријанд преко Плавих планина. Када је Моргот пробио опсаду Ангабанда (коју су вилењаци и људи поставили четири стотине година раније) уништена су многа вилењачка краљевства, међу њима чак и скривено краљевство Гондолин. Једини битан успех је уследио када су Берен од Едаина и Лутијена кћи вилењачког краља Тингола украли Силмарил из Морготове круне. Након тога Берен и Лутијена су умрли али су убрзо враћени у живот од стране Валара због њихове велике љубави, под условом да Лутијена не буде више бесмртна, а да Берен никада не буде виђен од стране људи поново. Ова прича је описана у Силмарилиону од стране Толкина, а 2017. је постхумно засебно издата под називом „Берен и Лутијена”, уређена и проширена од стране Кристофера Толкина.
Тингол се сукобио са патуљцима Ногрода и који су га убили и украли Силмарил. Берен је поразио патуљке и повратио Силмарил који је поклонио Лутијени. Убрзо су Берен и Лутијена поново умрли природним путем, а Силмарил је дат њиховом сину Диору Наповилном који је обновио краљевство Доријат. Синови Феанора су захтевали да Диор преда Силмарил што је овај одбио, они су напали, уништили Доријат и убили Диора. Диорова млада ћерка Елвинга је успела да побегне са Силмарилом, док су три Феанорова сина: Келегорм, Куруфин и Карантир погинули покушавајући да га поврате.
При крају првог доба све што је остало од слободних људи и вилењака населило се око ушћа реке Сирион. Међу њима је био и човек Еарендил који је оженио Елвингу. Феаноријанци су поново захтевали да им се Силмарили врате што су ови одбили, а они су одлучили да их одузму силом. Еарендил и Елвинга су побегли преко Великог мора у Валинор, захтевајући помоћ од Валара. Што су они и учинили, Мелкор је заробљен, сва његова дела уништена, а он сам је одвојен од остатка света иза Врата Ноћи. Овим догађајем почиње Друго доба. Толкин је описао да ће се на "крају света", Моргот вратити из заточеништва и отпочеће последњу битку Дагор Дагорат (последњу битку добра и зла, Толкиново виђење Армагедона).
Силмарили су враћени али уз велику цену, Белеријанд је био разорен и почео је да тоне под воду Великог мора. Последњи Феанорови синови: Меадрос и Маглор су позвани у Валинор где су и дошли, поново су покушали да украду Силмариле али у томе нису успели пошто су им они почели пећи руке (што Силмарили чине свима којима није намењено да их поседују). Они су увидели да ипак нису предодређени да их поседују и да су њихове заклетве ништавне. Оба брата су завршила поражена: Меадрос се бацио са Силмарилом у ватрени усуд, док је Маглор бацио свој Силмарил у море. Тако су сва три Силмарила била изгубљена: Један је завршио на небу пошто је био поклоњен Еарендил, други у дубинама земље, а трећи у дубинама мора. Прво доба је било убедљиво најдуже доба Средње земље.

### Друго Доба
На почетку Другог Доба, Едаинима је дато острво Нуменор као поклон од стране Валара за њихово учешће у рату против Моргота, они су били благословени изузетно дугачким животом, у просеку три пута дужим од обичног човека. Они су постали велики морепловци и у данима своје славе пловили су ка обалама Средње земље колонизујући их и учећи обичне људе разним вештинама које су они усавршили. Нуменорејци су постали љубоморни на своју бесмртну браћу вилењаке и ускоро на врхунцу своје моћи су загосподарили свим људима у Средњој земљи. Након неколико векова Саурон, Морготов најмоћнији слуга, почео је да организује зла бића у источним земљама. Такође је наговорио и научио вилењаке Ерегиона да направе прстенове моћи, док је он направио јединствен прстен са којим би загосподарио свим осталима. Вилењаци су постали свесни овога и сакрили су своје прстенове пре него што је он могао да запоседне њихову вољу. Нуменорејци су све више почели да брину о својој смртности и све више задирали од вилењака, заборављајући на велике уступке које су Валари и Еру учинили за њих.

Нуменорејци на челу са краљем Ар-Фаразоном повели велику војску су отпочели рат против Саурона који се прозвао краљем људи, Саурон се предао када је видео војску Нуменора, а Нуменорејци су га заробили и повели у Нуменор. Саурон је дуго живео са Нуменорејцима претварајући се да је понизан ускоро је успео да превари краља и задобије његово поверење. Лагао је краља говорећи да је Мелкор прави бог, а да је Еру само измишљотина Валара. Тако је започео погром над верујућима који су жртвовани у славу Мелкора, стара светилишта су заборављена док су настала нова. Када је Ар-Фаразон почео да стари, Саурон је убедио краља да нико, чак ни Валари Валинора, не могу да се супроставе моћи Нуменора и да је потребно да исплови против њих и стане на обале Неумирућих Земаља и тако постигне бесмртност. Ар-Фаразон, плашећи се смрти, окупља велику флоту и испловљава против Валара према Неумирућим Земљама. Амандил вођа још увек верних Нуменорејаца према Валарима, сећајући се Еарендила, испловљава први за Валинор да би затражио милост од Валара, о њему се не зна ништа више. Његов син Елендил и унуци Исилдур и Анарион су сачували одане Нуменорејце од предстојећег рата и спремили се да побегну бродом у Средњу земљу.
Пре краја Другог доба када су се људи Нуменора побунили против Валара, услед преваре од стране Саурона. Чим су се Нуменорејци искрцали на обале Валинора, Валари су затражили помоћ Илуватара, коју су и добили. Он је уништио флоту Нуменора, такође је уништио и сам Нуменор потопивши га. Саурон је изгубио свој облик, а његов дух је приморан да побегне у земљу Мордор где је попримио ново страшно обличје. Елендил је побегао са својим синовима у Средњу земљу формирајући краљевства Гондор и Арнор. Да би спречио да се ово понови, Илуватар је издвојио Аман изван домашаја свих смртника, остављајући знање о путу за Неумируће Земље једино вилењацима који су тамо пловили у својим специјално направљеним бродовима, када су желели коначно да напусте Средњу земљу.
Саурон је побегао у Мордор и тамо се устоличио сејући зло. Али вилењаци у савезу са људима су оформили Последњи Савез људи и вилењака (у овом савезу је такође учествовала и војска патуљака која је била нешто мања као и један одред хобита) и поразили су Саурона у опсади која је трајала годинама. У великој битки су погинули Гил-Галад, последњи Високи краљ вилењака, Елендил, краљ Гондора, и његов син Анарион. Елендилов други син, Исилдур, је успео да одсече прстен са Сауронове руке уз помоћ очевог мача и тако уништавајући Сауроново тело и смањујући његове моћи. Али Исилдур упркос многим саветима одбија да уништи прстен и одлучује да га задржи као наследство своје лозе. Прстен ускоро издаје Исилдура и овај бива убијен у заседи орка, а прстен бива изгубљен дуго времена.

### Треће Доба
Током Трећег доба дошло је до успона и пада моћи краљевства Гондор и до успона и тоталног пада краљевства Арнор, које је у почетку било подељено на три краљевства: Артедаин, Кардолан и Рудар која су пропала једна за другим. Такође долази до формирања новог краљевства људи, краљевства Рохана којим су владали Рохирими (Еорлинзи), ратници и господари коња. Први краљ Рохирима је био Еорл Млади који је дојахао са севера и настанио свој народ северно од Ветровитих планина, тада територију коју је поседовао Гондор, али краљ Гондора је поклонио ту земљу Рохирима и тако је настало ново краљевство Рохан. Због тог дара Рохирими су били у константном рату са дивљим племенима Дунланда.
До времена дешавања радње из Господара прстенова, Саурон је повратио добар део својих моћи и отпочео потрагу за јединственим прстеном који би му повратио сву пређашњу снагу. Сазнао је да се прстен у почетку налазио код бића званог Голум али да је овом то украдено од стране хобита (овај догађај је описан у књизи Хобит) и да се налази у поседству хобита Билба Багинса из Округа, те је послао Назгуле да пронађу прстен. Носилац прстена, хобит Фродо Багинс је отпутовао у Ривендел где је одлучено на савету Елрондовом да ће прстен бити уништен и то на једини могући начин, у ватри планине Усуда. Фродо је отпутовао из Ривендела са осам сапутника познатих као дружина прстена, ту дружину су чинили:Гандалф, Гимли (представник патуљака), Леголас (представник вилењака), Арагорн и Боромир (представници људи) и Фродо, Сем, Мери и Пипин (као представници хобита). Дружина се суочавала са много препрека, безуспешно су покушали да пређу Карадрас, потом су ишли кроз Морију где су се сукобили са Балрогом, којег Гандалф убија али притом и сам гине, затим су прошли кроз Лотлоријен после којег су се убрзо растали, пут према планини Усуда су наставили Фродо и Сем. Фродо испрва није успео да уништи прстен, али му је у томе ненамерно помогао Голум који је отргнувши прстен са Фродовог прста упао, заједно са прстеном, у пламен планине Усуда. Овим чином је Саурон заувек уништен, а преживели чланови дружине су слављени као јунаци. Док је Фродо путовао до Пламен планине у Средњој земљи су се одигравале многе битке у последњем рату са Сауроном, познатом као "Рат за прстен".
Крај Трећег доба означава крај владавине вилењака и почетак доминације људи. Са почетком четвртог доба сви вилењаци су почели одлазити из Средње земље у Валинор, једни од последњих који су отишли су били шумски вилењаци Мрке шуме и Лотлоријена. За сам почетак четвртог доба се узима тренутак када су сви носиоци прстена напустили Средњу земљу. Патуљци су поново населили Морију и обновили своје краљевство али су и они временом нестали. Док су хобити још дуго живели у Округу неузнемиравани од стране спољног света, Толкин нам даје информације да хобити и данас живе на Земљи само непримећени од стране људи. За време владавине Арагорна Елесара (некадашњег вође Дунедаина, потомка Исилдура) краља Уједињеног краљевства Гондора и Арнора успостављени су мир и благостање у целој средњој земљи.
Након краја Трећег доба наступило је четврто, Толкин је имао у плану наставак Господара прстенова, причу која би се налазила у четвртом добу под називом Нова Сенка која би временски била стационирана неколико генерација од владавине Краља Елесара и говори о новом злу које је расло у Гондору због појављивања групе људи која почиње да обожава Моргота, али након написаних тридесетак страна Толкин се једноставно зауставља. Толкин никада није завршио ову причу и сам је сматрао више као "трилер".

## Народи

### Аинури
Аинури су анђеоска бића створена од стране бога Еру Илуватара. Мит о постању света се назива Аинулиндале или у преводу Музика Аинура, пошто је Илуватар створио Аинуре да би му стварали музику по његовој замисли, а овај је касније од те музике створио свет (Еу). Аинури се према моћи деле на Валаре и Мајаре.

#### Валари
Валари (једнина: Вала) су најмоћнија боголика и анђеоска бића створена од Илуватара. Они су заједно са осталим Аинурима дошли у свет са циљем да наставе његово физичко обликовање и припреме га за долазак деце Илуватарове (вилењаке и људе). Када су Валари стигли у свет сваки од Валара се настанио и повезао са неким делом света ваздухом, водом, ватром, светлости, биљкама, животињама, шумама итд. Валара има 15, седам мушких господара (енгл. Lords) и седам женских краљица, плус Мелкор који је прогнан, и они су:
- Манве - Краљ Валара и господар ветра, муж Варде.
- Улмо - Господар мора и морских дубина једини неожењен Вала.
- Ауле - Вала ковач и велики створитељ, муж Јаванин и творац седам очева патуљака.
- Ороме - Господар дрвећа, велики ловац и јахач, муж Ванин.
- Мандос - Судија мртвих, десна рука Манвеу и чувар душа вилењака, муж Ваире.
- Ирмо - Господар визија и снова, касније прозван Лорјен, муж Есте.
- Тулкас - Такође знан као Тулкас Моћни, ратник и шампион Валара, муж Несе.
- Мелкор - Господар ватре и мрака, најмоћнији од свих Валара. Заробљен од стране осталих Валара и послат у ништавило.

Краљице:
- Варда - Краљица звезда, супруга Манвеа. Створила је звезде и даровала светлост свету.
- Јавана - Краљица земље и свих живих бића, супруга Аулеа. Створила је дрвеће и животиње, такође је створила два дрвета Валинора.
- Нијена - Господарица милости. Константно је плакала због патње света и својим сузама заливала два дрвета Валара. Није имала мужа.
- Есте - Ирмова жена, знана као Нежна и излечитељка свих рана и брига.
- Ваире - Ваире познатија као Везиља, била је жена Мандоса и приче света је везла у прелепе таписерије.
- Вана - Краљица цвећа прозвана Заувек-млада такође је била и жена Оромеа.
- Неса - Звана Плесачица, била је чувена по својој грациозности. Такође је и Тулкасова жена.

#### Мајари
Поред Валара постојала су и нижа анђеоска бића Аинура под називом Мајари. Они су такође створени од стране Илуватара и исте су природе као Валари али су нижег ранга и поседују слабије моћи. После побуне Мелкора неки од Мајара су прешли на његову страну. Најмоћнији Мајари су: Саурон (најмоћнији од свих Мајара), Илмаре, Еонве, Аријена, Истари (петорица мајара који су дошли у Средњу земљу са задатком да помогну живим бићима):Курунир (један од истара познатији као Саруман Бели), Аивендил (познатији као Радагаст Мрки), Олорион (познатији као Гандалф Сиви), Алатар и Паландо (познатији као плави чаробњаци). Као супротност њима са друге стране се налазе мајари у служби Мелкора - Балрози.

### Вилењаци
вилењаци су први од „деце Илуватарове” који су дошли у Средњу земљу, такође су познати и као „прворођени”, мада они сами себе називају „Квенди” (енгл. Quendi). Они су интелигентна бића створена искључиво од стране Илуватара. вилењаци су се током своје дуге историје поделили у много кланова. Главна подела се може извести на Калаквенде, вилењаке светла односи се на оне вилењаке који су видели светлост два дрвета Валинора, и Мориквенде, вилењаке мрака, овај термин се односи на оне вилењаке који нису видели светлост два дрвета Валинора. Вилењаци су се пробудили поред језера Кујвијенен и Валари су их ускоро пронашли и позвали да се населе у Аман, већина вилењака је прихватила позив. Ороме (Вала који их је пронашао), те вилењаке који су прихватили позив назвао Елдари, што у преводу значи звездани народ или пак мудри, док су оне који су одбили да пођу назвали Аварима, што у преводу значи невољни. Они Елдари који су се уморили од пута за Аман такође спадају у Мориквенде (вилењаци мрака) пошто никада нису видели светлост дрвећа Валинора, тако да су Мориквенде чинили Авари и Елдари који су одустали од пута, тако да је тај термин коришћен за све вилењаке осим Нолдора, Ванјара и Синдара. Углавном су вилењаци мрака (Мориквенди) били мање моћни од вилењака светла (Калаквендија) али термин „мрака” није њима давао епитет злих ни на било који начин. Они вилењаци који су одустали од пута за Валинор и населили се у Средњој земљи, добили су назив Нандори (они који су одустали) касније су постали познати под називом Силван вилењаци тј. Шумски вилењаци.
Док су они од Нандора који су се настанили у Белеријанду добили назив Лаиквенди (Laiquendi) што у преводу значи зелени вилењаци. После одређеног времена неки Калаквенди су се такође вратили у Средњу земљу (углавном из клана Нолдора у потрази за Силмарилима).
Што се тиче физиче грађе, вилењаци доста подсећају на људе. По многим аспектима они се могу сматрати једнакима, пошто могу да се венчавају и имају децу што се ретко дешавало. Мада вилењаци имају виткија тела и њихова тела бледе током времена спајајући се са њиховим духом, Толкин наводи да би вилењаци данас били попут духова. Вилењаци су веома агилни и брзи на ногама, и донекле су виши од људи. Такође имају одличну координацију, што је описано у Господару прстенова када вилењаци ходају преко ужади у Лотлоријену. Имају веома развијен вид (вилин-вид), па су у могућности да виде километрима далеко. Такође веома су лаки на ногама што је описано када дружина прстена прелази Карадрас тј. када Леголас гази по веома дубоком снегу без већих потешкоћа и пропадања. Такође приликом одрастања, њихова тела дођу до тачке када престају да старе. Иако су бесмртни, вилењаке је могуће физички убити, у том случају њихове душе одлазе у Валинор где добијају ново тело и настављају да живе. Такође њихова тела исијавају слабом светлошћу, а њихове уши су благо зашиљене.
Вилењацима су направили у тајности три прстена моћи, након што су открили превару коју је Саурон спровео. Та три прстена моћи су били: Нарија, прстен ватре, који је био дат Кирдану бродоградитељу, а он га је проследио Гандалфу; Ненија, прстен воде, је дат Галадријели овај прстен је поседовао моћи звезда; Вилија, прстен ваздуха, који је дат Високом краљу вилењака Гил-галаду али је након његове смрти припао Елронду као највећем исцелитељу у Средњој земљи.
До краја четвртог доба сви вилењаци су напустили Средњу земљу одлазећи у Неумируће Земље.
Неки од значајнијих вилењака су били: Елронд, Тингол, Феанор, Финголфин, Галадријела, Гил-галад, Фингон, Финве, Тургон итд.

### Људи
Људи су били другорођени од деце Илуватарове, пробудили су се у Средњој земљи много касније од вилењака и вероватно значајно после патуљака. По изгледу су веома слични вилењацима, с' тим што су били смртни, ову карактеристику људи, Толкин назива Дар људи (енгл. Gift of Man). Људи су старили и умирали (живели су у просеку од 40-80 година, осим Нуменорејаца који су живели и по неколико стотина година) физички су, како Толкин описује, у просеку мање лепи од вилењака. Три племена људи се ујединило се вилењацима Белеријанда и борило на њиховој страни. Захваљујући овим првим људима (Едаини), њихови потомци су од Валара добили као награду да се населе на острву Нуменор, између Средње земље и Амана. Као што је испричано у историји Средње земље, Нуменор је уништен, а они још увек верни Нуменорејци су се населили у Средњој земљи и названи су Дунедаини (Људи Запада, у преводу са синдарина), основали су краљевства Арнор и Гондор, док су се неки Нуменорејци населили на југу у земљама Харада и постали слуге Саурона, они су названи Црни Нуменорејци.
Дунедаини као потомци Нуменорејаца живе дуже од обичних људи, зато што су Нуменорејци поред самог острва добили и благослов дугог живота. Дунедаини у трећем добу не живе дуго као Нуменорејци услед мешања са обичним људима, али и даље живе знатно дуже од осталих људи. Поред Дунедаина у Хобиту се помиње и Беорн, изузетно велики човек способан да се претвори у великог медведа. Беорн је један из народа Беорнинга, који се у трећем добу спустио са планина и населио на ободу Мрке шуме. Беорнинзи су у савезу са људима Мрке шуме и штите их од напада орка и гоблина. у Средњој земљи на крају трећег доба разликујемо више народа људи: људе Гондора, људе Рохана (Рохириме), Слободне људе Еријадора, Дивље људе Дунланда (Дунлендинге), Источњаке (Истерлинге) и људе Харада (Харадриме).
Краљеви људи су од Саурона добили девет прстенова моћи, али су услед слабе снаге ума и воље, која је једна од особина људи Средње земље, сви пали под контролу Саурона и тако постали Назгули (Утваре прстена). Након пада Саурона и краја трећег доба, већина осталих раса Средње земље пропада и бледи док се раса људи уздиже. Падом Саурона почиње владавина људи у Средњој земљи.
Неки од значајнијих људи су били: Арагорн, Еарендил, Исилдур, Берен, Боромир, Елендил, Турин Турамбар итд.

### Патуљци
Патуљке је створио Вала Ауле, али је понудио и да их уништи када му се Илуватар супротставио. Ауле је створио седам очева патуљака који су у почетку били беживотни јер Ауле није имао моћ да ствара живот, али их је Илуватар оживео увидевши да Ауле није имао намеру да му пркоси. Једини услов који је Илуватар поставио је тај да им није дозвољено да се пробуде пре вилењака што је он и испоштовао, успавао их је ставио испод планина широм Средње земље. Када су се коначно пробудили, сваки од њих је постао оснивач своје лозе и сваки је основао своје краљевство. Толкин је за патуљке добио инспирацију у староенглеским и старонордијским митовима. Први од патуљака Средње земље који се пробудио је Дурин који је оснивач лозе Дугобрадих, око којих се врте готово све Толкинове приче, он је основао и најславније патуљачко краљевство Казад-дум (вилењаци су то краљевство назвали Морија, што на синдарину значи "црни понор") у Магленим планинама. Патуљци су напустили Морију током другог доба када су услед превеликог копања пробудили Балрога, али су је крајем трећег доба поново населили након што је Гандалф убио Балрога. Поред Казад-дума, Толкин је поменуо још само пар патуљачких краљевстава Ногрод и Белегост, у Плавим планинама (Еред Луин). Она су била дом Ватренобрадих и Широкогрудих који су се током првог доба борили на страни вилењака Белеријанда у рату против Моргота. Патуљци су, као и људи, смртни али живе значајно дуже, у просеку око 250 година. Ниског су раста али крупне грађе и имају карактеристику да мушкарци и жене носе браде те их друге расе тешко распознају. У Силмарилиону је описана и раса ситних патуљака који су били изузетно покварени и одбачени од својих родова, њих су вилењаци изразито ловили и вероватно истребили.
Написано је како су од свих раса патуљци били најмање подложни корупцији и утицају Моргота, а касније и Саурона. То објашњава чињеница да их је створио Ауле и да су они били повезани са његовом моћи. Патуљци су добили седам прстенова моћи, један за сваки род патуљака, али ти прстенови нису пуно утицали на патуљке, јер је врло мало патуљака својевољно служило силама мрака и о њима је врло мало писано. Једино што су прстенови проузроковали јесте додатну похлепу за златом и благом. Саурон је повратио три прстена моћи од патуљака док су остала четири, према Гандалфу уништена од стране змајева. Оно што је познато јесте да је само неколико од седам патуљачких кућа учествовало у борбама „Последњег савеза” на крају Другог доба, али је познато да нико од патуљака Дуринове лозе није учествовао у борбама на страни зла. У раном раздобљу Трећег доба познато је да су се искварени патуљци на неким местима стварали савезе са орцима и гоблинима. Толкин је у својим белешкама наговестио да од патуљака који су подлегли злоби већина је живела у насеобинама на далеком истоку (источније од Гвоздених брда, који су најисточнија насеобина патуљака која је описана) и који су потпали под „сенку Моргота”.) Патуљцима злоба није у природи, мало их је икада служило својевољно мрачном господару (док је за људе та бројка знатно већа).
Најпознатија пребивалишта патуљака у трећем добу су била Гвоздена брда, Еребор, Плаве Планине и Казад-дум. Седам породица патуљака су биле:
- Дугобради
- Ватренобради
- Широкогруди
- Гвозденпеснице
- Тврдобради
- Црнобрави
- Каменожни

Патуљци су након пада Саурона поново населили Морију и наставили да живе, иако се о њиховој коначној судбини ништа не зна поуздано, претпоставља се да су и они временом ишчезли из Средње земље, али много касније од вилењака. Толкин помиње разна имена за патуљке: на Каздулу (патуљачком језику који је за њих створио Ауле) они су себе називали Казад (Khazâd); на синдарину (језику шумских вилењака) били су познати као Наугрими (закржљали народ), Гонхирими (камени господари) и Дорнхот (намргођени); на квенији (језику високих вилењака) били су познати као Цесари.
Толкин је као инспирацију за патуљке искористио средњевековни поглед на Јевреје, и као њихове атрибуте им приписује велику љубав према богатству (злату и драгуљима), вољу за радом и њихову истрајност у томе, што се осликава у стигматизацији Јевреја која је била присутна још од средњег века. Истиче патуљачку тајновитост јер нису тежили да шире и откривају претерано своју културу са странцима већ су живели изоловани дубоко испод земље у великим дворанама чувајући своје обреде и свој културни идентитет само за себе. Према Толкиновим изјавама након Другог светског рата, када су га неки оптуживали за расизам и анти-семитизам, ову паралелу патуљака и Јевреја је објаснио као скроз спонтану, јер на почетку није имао такву намеру али да су се сличности саме појављивале како је време одмицало те се и он сам томе препустио употребљујући Семитске језике као основу за патуљачки. Битно је напоменути да Толкин није волео метафору и алегорију и ретко их је у својим делима употребљавао сматрао их је „Површним схватањем и обликовањем истине”.
Неки од значајнијих патуљака су били: Гимли, Дурин, Торин Храстоштит, Балин итд.

### Хобити
Хобити су према Толкиновом писању представљали под-врсту Људи. Док их неки тумаче и као рођаке људи. У самој Средњој земљи, хобити су себе сматрали потпуно другом расом. Људи су хобите називали "полутанима" пошто им је висина достизала једва нешто више од половине висине просечних људи. По стилу живота су врло подсећали на људе, осим по томе што су преферирали да живе испод земље, у рупама, али не у обичним рупама већ у хобитским рупама које су имале све карактеристике топлог дома, како Толкин наводи. Иако се о њиховом постанку ништа не зна, а о њиховој историји нам Толкин говори врло мало. Говори нам о томе како су у раном трећем добу живели у долинама реке Андуин, али да су током хиљада година мигрирали преко Маглених планина и населили се у Еријадору тј. претежно у Округу и оближњем Брију. Хобити су водили углавном миран живот уживајући у топлотама свог дома и ретко лутајући далеко од куће. Уживали су у обиљу хране, имајући и до шест оброка дневно. Физичке карактеристике хобита, поред ниског раста, су изузетно длакави и чврсти табани, због чега нису морали да носе никакву обућу и најчешће су ходали боси, Толкин нам наводи како једини занат који готово да није био присутан код хобита јесте обућарски. Већина хобита је зазирала од великих вода и нису били добри пливачи.
Прво помињање хобита код Толкина можемо датирати пре настанка Хобита и Господара прстенова, када је на празном папиру његовог студента написао „У рупи у земљи, живео је хобит”, касније ће та реченица постати увод у Господар прстенова.
Иако крхке спољашности били су веома ведрог духа увек спремни за игру и забаву, такође су имали врло јаку снагу воље, прилог томе је то што Јединствени прстен готово да није имао утицаја над Фродом и Билбом, док би у секунди кварио срца снажних људи. Када је рат за прстен завршен, а Саурон коначно поражен, Саруман је са великом групом разбојника напао и окупирао Округ. Тако окупиран Округ су затекли Фродо, Сем, Мери и Пипин који су окупили војску хобита и борили се против разбојника, хобити су преовладали и ослободили Округ, а Сарумана протерали овај догађај је код Толкина познат као Чишћење округа. После ових догађаја хобити су се вратили својим мирним животима, живећи као и пре готово непримећени од осталих људи бавећи се својим пословима и не желећи да се мешају у послове великог света (људи). Толкин нам говори како су хобити опстали све до данашњих дана, како чак и данас живе мирно, непримећени од великих људи.
Толкин је више пута изјавио да је као инспирацију за Округ имао Енглеску, а да су хобити само обични Енглези.
Толкин нам казује о три врсте хобита који су населили округу:
- Харфути - су најбројнији и први који су ушли у Еријадор, Толкин их описује као најситније. Они су имали блискије односе са патуљцима него остали хобити, такође су имали и најдлакавија стопала, та игра речи је Толкину послужила у њиховом именовању.[58]
- Стури - су други најбројнији и последњи који су ушли у Еријадор. Они су знатно крупнији од осталих хобита и углавном живе поред река и једини знајu да управљају бродовима и да пливају. Такође су мање "стидљиви" од људи.[58]
- Фалохајди - популацијски најмање бројна врста хобита, они су други који су ушли у Еријадор. Углавном су виши од осталих хобита и воле шуме и дивљину. Они су углавном лидери хобита и склони авантурама, чак имају и контакте са вилењацима.

Неки од значајнијих хобита су: Фродо Багинс, Билбо Багинс, Перегрин Тук, Меријадок Брендибак, Семвајс Гемџи, Смигол иБандобрас Тук.

### Друге расе

#### Орци и тролови
Орци и тролови су зла створења која је створио Моргот као супротност деци Илуватаровој. Тачно порекло орка и тролова се не зна. Једна теорија за постанак орка говори како су они изопачена верзија вилењака које је Моргот створио заробивши неке од вилењака пре првог доба и мучећи их унаказио, док друга теорија говори како је орке Моргот створио из земље. Толкин је као назив за орке био инспирисан староенглески називом (Orc) за римског бога подземља Оркуса (лат. Orcus).
Орци су описани као ружна и прљава створења која су имала црну грубу кожу, висина је варирала у зависности од врсте, неки су били високи као људи, чак и виши, док су неки били висине хобита. Орци који су служили Саурону су били нешто нижи од људи и били су погрбљени, у биткама нису имали јаку дисциплину нити су били добри ратници па им је у борби највећи адут била бројност, чим би били јаче нападнути у редовима би наступало расуло. Толкин орке описује као „увек гладне”. како за храном (у шта је спадало и месо других раса) тако и за ратом. Поред регуларних орка који су служили Саурону у Мордору, Саруман је развио нову врсту орка познатих као Урук-хаи, они су били знатно виши од обичних орка били су висине људи и нису били погрбљени, описани су и као веома интелигентни. Били су познати као одлични и вешти ратници, за разлику од обичних орка имали су врло јаку војничку дисциплину и физички су били веома издржљиви. Поред ове две наведене врсте такође разликујемо и трећу врсту орка, а то су гоблини (мада око овога постоје разне расправе да ли су гоблини подврста орка или пак други назив за орке). Они су описани као изузетно ниски (висине хобита) и погрбљени, такође су описани као веома слаби и ретко се крећу самостално изван већих група, такође преферирају живот испод земље тј. у пећинама. Урук-хаи гоблине називају снага (робови). Поред ове три, Толкин помиње и полу-орке, њих описује као мешавину људи и орка, физички изгледају више као људи али се понашају као орци.
Тролове Толкин описује као зле џинове који су највероватније настали као Морготово подругивање Ентима. Тролови су представљени као огромне и дебеле звери велике снаге, такође су представљени као изузетно глупи. Већина тролова су камени тролови који живе углавном у планинама и пећинама и излазе искључиво ноћу зато што их излагање сунцу претвара у камен, управо се то десило са три трола у "Хобиту". Из овог разлога тролови су веома тешко употребљавани у рату те они углавном лутају дивљином, Саурон је управо из тог разлога створио нову врсту тролова познатих као Олог-хаи који су били нешто већи од камених тролова и знатно снажнији, али главна карактеристика која је чинила њих другачијим јесте то што су они могли да опстану на сунцу и нису се претварали у камен, тако да су они могли да буду употребљени од стране Саурона у биткама. У биткама су тролови били добро оклопљени што је поред њихове коже, која је сама по себи била нека врста оклопа, трола претварало у готово неуништивог. Након уништења прстена, Толкин их описује како избезумљено тумарају дивљином.
Неки од значајнијих орка и тролова су: Готмог, Азог, Болг, Гришнак и Углук

#### Енти
Енти су настали на захтев Јаване" од стране Еру Илуватара као заштитници дрвећа и шума. Други назив за енте јесте Онодрими што у преводу значи „пастири шума”, и за циљ су имали да заштите шуме Арде од пустошења од стране вилењака, патуљака, људи и орка. Реч „ент” је Толкин преузео из староенглеског и има значење „џин”. Гандалф наводи како су енти они најстарији народ и створени су пре свих, настали су тако што је Илуватар удахнуо живот дрвећу. Енти су поседовали способност говора захваљујући вилењацима који су их томе научили. Енти су веома спора и смирена бића, све раде промишљено такође они су до неке мере бесмртна бића али њихово пропадања се не одражава у смртности већ у томе што се енти временом претварају у дрвеће. Поред ента постојали су такође у хворни, који су мешавина ента и дрвећа, они су дрвеће које је могло повремено да се помера али не и да говори или су пак били енти који су почели трансформацију у дрвеће. Последње пребивалиште ента је шума Фангорн, она се такође помиње и као најстарија шума у Средњој земљи, мада поред Фангорна постоје индиције да енти и хворни живе и у Еријадору тачније у Старој шуми, на граници Округа. Енти живе усамљенички живот пошто Ентине (жене Ента) више не живе у Фангорну, оне су се одселиле (претпоставља се у Еријадор) и заувек нестале претворивши се у дрво. Енти су гајили велику мржњу према оркама, пошто су ови често пустошили и палили шуме.

#### Животиње
Орлови су интелигентне и донекле магична бића Средње земље, Толкин их у својим радовима често назива „џиновски орлови”, зато што су били знатно већи од обичних орлова. Они су веома интелигентна бића поседовали су способност говора и живели су претежно у Магленим планинама, правећи гнезда на неприступачним литицама. Живели су одвојено од остатка света не мешајући се претерано у животе и ратове других бића али су гајили пријатељства са вилењацима Ривендела и са Истарима (чаробњацима), највише са Гандалфом. Толкин није до краја појаснио порекло орлова али се зна да су настали као креација Манвеа (валара ветра). У Силмарилиону и раним радовима Толкин наводи да су џиновски орлови нижи мајари послати у средњу земљу у облику орлова али касније наводи да су они само обичне животиње, научене говору. Како су енти били заштитници биљног света, тако су орлови били заштитници животињског света.
Неки од орлова који се спомињу од стране Толкина су: Торондор, помиње се као Господар орлова у Силмарилиону, Гваихир, помиње се као Краљ орлова у Хобиту и Господару прстенова. Још се именом помињу и орлови Менелдор и Ландровал. Орлови су више пута током ратова долазили у помоћ вилењацима, људима и патуљцима.
Варге су зла бића и представљају већу и изопаченију верзију вукова. Варге се описују као врло крволочне, наводи се како варге најчешће живе и лове у чопорима. Варге сарађују са орцима и гоблинима којима једино допуштају да их јашу, тако представљајући одређену врсту "коњице" Сауронових снага. Толкин описује варге као потомке вукодлака, бића која је Моргот створио комбинујући вукове са духовима нижих Мајара. Толкин нам никада није дао потпун и прецизан опис варги. Порекло речи "варга" такође можемо пронаћи у староенглеском језику што у преводу значи "дивљи вук" или пак само "вук".
Змајеви су били огромна бића најчешће у служби Моргота или Саурона. Змајеве можемо поделити на неколико начина, према способности да бљују ватру: ватрене змајеве и хладне змајеве; Према способности за летење: крилате змајеве и црве. Змајеви су описани као изузетно интелигентна бића, поседовали су способност говора и били су изузетно привучени златом. Глаурунг је био први змај који је имао могућност да бљује ватру и био је познат као отац змајева, њега је убио Турин. Највећи од свих змајева и први крилати ватрени змај је био Анкалагон Црни, овај змај је такође био слуга Морготов, њега је убио Еарендил уз помођа Торондора, господара орлова. У трећем добу није остало пуно змајева јер су били у константном сукобу са патуљцима, последњи велики ватрени змај је био Шмауг, он је уништио Еребор, краљевство патуљака, али је касније убијен. Његово убиство је описано у Хобиту. Неки змајеви су још преживљавали у северним планинама и пустошили су градове патуљака али ови су их константно ловили и у том лову су постајали све ефикаснији. Толкин је уместо речи "змај" (енгл. Dragon) чешће употребљавао термин "аждаја" (енгл. Drake) или "црв" (енгл. Worm).
Вране се такође помињу као шпијуни у служби Сарумана.
Гаврани се помињу као птице које су патуљци користили за преношење порука тако што су их научили да говоре.
Важно је напоменути да у Толкиновом свету животиње заузимају веома битно место и често у себи садрже нешто магично. Толкинова дефиниција магије се разликује од класичног виђења магије и магичног, та Толкинова црта се оцртава у многим аспектима света, међу којима су свакако и Толкинове животиње.

## Језици и писма
Многи Средњу земљу сматрају једним потпуним светом са свим потребним карактеристикама зато што поред детаљно осмишљене историје и географије поседује и до детаља осмишљене језике и писма, што је било јединствено са појавом Толкина. Толкин, поред тога што се бавио писањем, био је лингвиста и филолог, предавао је англосаксонски језик (староенглески језик) на Оксфордском универзитету. Ово знање му је омогућило да створи велики број измишљених језика и писама, а неколицину усаврши.

### Вестрон
Вестрон или „заједнички језик”, је измишљени језик који су користили сви народи Средње земље за међусобно споразумевање. Овај језик представља у ствари енглески језик који је Толкин користио за писање и он је сам по себи стваран језик, али оно што га чини „измишљеним” јесте његова историја коју је Толкин створио, као и пишчев однос према језику као фиктивном. То можемо повезати са чињеницом да је Толкин овај свет поистовећивао са светом у коме ми живимо тј. о њему је писао као о далекој прошлости нашег света, према Толкину ми живимо у 12. добу Средње земље. Према Толкину овај језик потиче од језика људи Нуменора званог Адунак који се мењао након пада Нуменора и примио утицаје других језика. Оригиналан назив за Вестрон је Адуни, док су вилењаци овај језик називали Анунаид (вестрон - језик запада).

### Вилењачки
Толкин је посветио већи део свог живота стварајући вилењачки језик. Са стварањем је започео још 1911. године, пре него што је дошао на идеју о писању Силмарилиона, чије прве нацрте видимо тек 1915. овај језик заједно са његовим писмом је константно стварао и унапређивао све до своје смрти. Вилењачки језик није јединствен већ је Толкин створио читаву лепезу различитих сродних језика и дијалеката те се вилењачки језик може уклопити у поделу вилењака.
- Примитивни квендијски или примитивни вилењачки, представља први језик свих вилењака након што су се пробудили крај језера Кујвијенен, из овог језика су настали сви остали дијалекти. Овај језик Толкин није описао тако детаљно као неке од наредних.
- Аварин или језик тамних вилењака, представља језик оних кланова који су одбили да отпутују у Валинор.
- Елдарин представља заједнички језик три клана вилењака који су стигли или започели путовање у Валинор, те вилењаке који су стигли у Валинор валари су назвали Елдари и због тога се овај језик назива Елдарин. Из овог језика је настала већина вилењачких језика.
  - квенија или високовилењачки представља у потпуности развијен језик који је Толкин развијао цео живот у потпуно функционалан. Толкин је такође измислио у потпуности функционално писмо за овај језик под називом тенгвар. Поред самог писма написао је и граматику и историју језика што му даје додатну убедљивост.[85] Код самог тенгвара разликујемо два система писања: Тачкасти систем, где су самогласници представљени знацима изнад или испод слова, у зависности од позиције самогласника; Регуларни систем где су сва слова представљена знаковима. Као инспирацију за овај језик Толкин је користио углавном Фински језик.[86][87] Квенија је језик Високих вилењака тј. оних вилењака који су остали да живе у Валинору и он је најкомплетнији од свих језика које је Толкин створио. Овај језик се може поделити на два дијалекта.[88]
    - Ванјарски дијалекат представља дијалекат Ванјара, најплеменитијих од свих вилењака и првог клана који је стигао у Аман.
    - Нолдорски дијалекат представља дијалекат Нолдора који су остали да живе у Валинору, они су клан вилењака који је други стигао у Аман.

  - Телерин је језик Телера, вилењака трећег клана који су последњи дошли у Аман, они су такође били познати као и морски вилењаци зато што су живели на обали мора и били вешти морепловци. У преводу са квеније, реч Телери значи „они који долазе последњи”.
  - Нандорин је језик Нандора, вилењака трећег клана који нису стигли у Аман. Нандори су касније постали познати као Зелени вилењаци или пак Силван вилењаци.[32]
  - Синдарин је језик Синдара, вилењака који су остали у Белеријанду и никада нису крочили у Аман. Ови вилењаци су такође били познати и као Сиви вилењаци или пак Шумски вилењаци. Након уништења Белеријанда они су населили разне делове Средње земље. Нолдори који су напустили Валинор су престајали да користе нолдорски дијалекат квеније већ су користили синдарин. Синдарин је поред квеније најразвијенији језик који је Толкин створио, ова два језика сама по себи јесу слична али садрже битне разлике те се не могу назвати дијалектима једног језика. Иако постоје и одређене граматичке разлике са квенијом, као писмо за синдарин је такође коришћен тенгвар. Толкин је синдарин по звучности базирао на велшки.[89] Тако да синдарин има неке карактеристике келтских језика.[90] Који своју основу такође имају у староенглеском и старонордијском.[90]

### Патуљачки
Патуљци су као и сви остали народи поседовали свој језик. Патуљци свој језик називају каздул, и према историји овај језик је створио Ауле, Вала који је створио патуљке. Овај језик је тајан и патуљци га ретко користе у јавности, те постоји врло мало људи или вилењака који су га знали. Каздул се писао рунским писмом под именом кирит. То писмо су првобитно користили вилењаци, док га нису заменили тенгваром, а тек онда су га преузели патуљци. Толкин је мало речи записао на патуљачком и тиме је допринео тајновитости језика. Њему су као инспирација и основа за патуљачки послужили семитски језици, пре свега јеврејски. Толкин је у писму говор патуљака поредио са говором Јевреја: "Истовремено староседеоци и дошљаци у својим насеобинама, они говоре званичним језиком. али са одређеним акцентом услед свог матерњег језика...". Наравно, Толкиново поређење се не заснива само на поређењу са стереотипним приказом Јевреја, већ и по томе што многе патуљачке речи имају корен у јеврејском језику.

### Црни говор
Црни Говор (енгл. Black Speech) је језик Мордора који је створио Саурон као језик који би заменио све варијације орчких језика који су били у употреби широм Средње земље. Овај језик је постојао у своја два облика:
- Чистом облику који је у оригиналу коришћен од стране Саурона, Назгула и Олог-хаја.
- Упрошћеном облику који је коришћен од стране Сауронових официра и слуга.

Црни Говор је коришћен за натпис на јединственом прстену.
Један прстен да свима господари, један са свима сеже
један прстен да све окупи и у тами их свеже
Саурон је покушао да наметне овај језик свим створењима која су била под његовом контролом али то није успевао. Црни говор је остварио велики утицај на све језика орка и злих људи. Овај језик је сматран проклетим, те су вилењаци одбијали да га иѕговарају у јавности.
Толкин је лингвистички обрадио и проширио црни говор али се и сам плашио његовог "проклетства" те га није до краја обрадио као неки од вилењачких. У прилог томе говори занимљивост да је Толкин он обожаваоца добио пехар са угравираним натписом са јединственог прстена, Толкин никада није пио из њега, плашећи се његовог „проклетства”, већ га је само користио као пепељару.

## Књиге
Господар прстенова и Хобит су представљени као Толкиново препричавање догађаја описаних у Црвеној књизи Вестмарха, која је била написана од стране Билба Багинса, Фрода Багинса и осталих хобита који се налазе у центру збивања. Толкин је опширно описао историјску и лингвистичку позадину за ова дела у виду других књига као што су Силмарилион која представља основни извор информација о стварању средње земље и дешавањима у првом, другом и раном трећем добу, о Валинору и Нуменору. Историја средње земље, која се састоји од дванаест томова, и Незавршене приче представљају главни извор за историју Средње земље и многе споредне догађаје који нису довољно описани у главним делима. Многе од ових књига је завршио његов син Кристофер Толкин након очеве смрти. Толкин је током целог свог живота вршио преписку са својим читаоцима али и другим писцима, многима појашњавајући неке догађаје који су остали неразјашњени у његовим главним радовима и одговарао је на разна питања. Ова писма је сакупио његов син Кристофер и објавио их у књизи под називом Писма Џ. Р. Р. Толкина.

### Радови
- 1937. Хобит
  - Хобит Билбо Багинс се придружује чаробњаку Гандалфу и дружини патуљака у мисији да поврате старо краљевство патуљака Еребор од змаја Шмауга.
- 1954. Дружина прстена, први део Господара прстенова
  - Билбов нећак и наследник Фродо Багинс одлази на задатака да отараси Средњу земљу Јединственог прстена, заједно са Дружином прстена.
- 1954. Две куле, други део Господара прстенова
  - Дружина се дели, док Фродо и Сем настављају своје путовање, Арагорн, Гимли и Леголас се боре да спасу хобите Пипина и Веселог од Орка, али и да спасу Краљевство Рохан.
- 1955. Повратак краља, трећи део Господара прстенова
  - Фродо и Сем улазе у Мордор, док Арагорн стиже у Гондор и стиче право на своје наследство.
- 1962. Авантуре Тома Бомбадила
  - Скуп песама везаних за Господара прстенова.
- 1967. Пут иде заувек даље
  - Циклус песама објављених као композиције у писаном и звучном формату од стране композитора Доналда Свона.

Толкин умире 1973. Сви даљи радови су дорађени од стране Кристофера Толкина и објављени постхумно. Само Силмарилион, Билбова последња песма и Деца Хуринова су завршена дела, остало представља скупове разних Толкинових белешки.
- 1977. Силмарилион
  - Историја Старих дана, пре дешавања Господара Прстенова, укључује и пад Нуменора.
- 1980. Незавршене приче
  - Приче и есеји везани за Силмарилион и Господар Прстенова, али многе никада нису завршене.
- 1981. Писма Џ. Р. Р. Толкина
  - Скуп разних писама написаних од стране Толкина током његовог живота. Већина се односе на Средњу земљу
- 1990. Билбова последња песма
  - Песма објављена на постеру 1974, као књига објављена тек 1990. године.
- Историја Средње земље серијал књига:
  - 1983. Књига изгубљених прича 1
  - 1984. Књига изгубљених прича 2
    - Најраније верзије митологије, од почетка до краја.

  - 1985. Баладе Белеријанда
    - Две велике песме о Берену и Лутијени и Туринова сага.

  - 1986. Стварање Средње земље
    - Почетак писања митологије.

  - 1987. Изгубљени пут и остала писања
    - Убацивање Нуменора у митологију и наставак исправљања.

  - 1988. Повратак сенке (Историја Господара прстенова, први том)
  - 1989. Издаја Изенгарда (Историја Господара прстенова, други том)
  - 1990. Рат за прстен (Историја Господара прстенова, трећи том)
  - 1992. Поражени Саурон (Историја Господара прстенова, четврти том)
    - Одвијање Господара прстенова. Поражени Саурон такође садржи још једну верзију приче о Нуменору.

  - 1993. Морготов прстен (Каснији Силмарилион, први део)
  - 1994. Рат за драгуље (Каснији Силмарилион, други део)
    - Након објављивања Господара прстенова Толкинова ревизија митологије за објављивање. Укључује контроверзан део "Трансформација митова", који документује како су се Толкинова размишљања радикално променила у последњим годинама његовог живота.

  - 1996. Народи Средње земље
    - Изворни материјал за додатке у Господару Прстенова и неким даљим писањима везаним за Силмарилион.
- 2007. Деца Хуринова
  - Препричавање једне од три Велике приче из Силмарилиона (Друге две су прича о Берену и Лутијени, као и о Паду Гондолина), као јединствено дело за циљ има повећање читљивости и разумевања саме приче, као и додавање многих детаља, за разлику од кратког препричавања које се налази у Силмарилиону.
- Историја Хобита (у два тома, припремљен од стране Џона Рателифа)
  - 2007. Господин Багинс
  - 2007. Повратак у Баг-енд
- 2017. Прича о Берену и Лутијени
  - Књига илустрована од стране Алана Лиа и припремљена од страна Кристофера Толкина, приказује другачије верзије приче о Берену и Лутијени, као и развитак приче током времена.
- 2018. Пад Гондолина
  - Књига илустрована од стране Алана Лиа и припремљена од стране Кристофера Толкина, говори о оснивању и паду вилењачког града и краљевства Гондолин. Уз Децу Хуринову и Причу о Берену и Лутијени, представља последњу самосталну публикуацију од три "Велике приче старих дана" које се могу пронаћи у Силмарилиону.

## Адаптације

### Филмови
У писмима свом сину Кристоферу Толкину, Џ. Р. Р. Толкин је описао своју дилему према филмским адаптацијама његових дела изарзом: „Уметност или новац”. Он је United Artists-у продао филмска права на Хобита и Господара прстенова, након примања рачуна за порез. Права су тренутно у рукама Middle-Earth Enterprises-а, такође познатим и као „Предузеће Толкин” (енгл. Tolkien Enterprises). „Толкинова заоставштина” (енгл. Tolkien Estate, правно тело у власништву породице Толкин) и даље задржава филмска права на Силмарилион и остала дела.
Прва филмска адаптација која је приказана јесте Хобит из 1977. године.
Наредне године (1978) изашао је анимирани филм под називом Господар прстенова. Филм је наишао на подељено мишљење међу критичарима и фановима, иако је остао готово у потпуности веран оригиналној причи.
Последњи део Господара прстенова под називом Повратак краља је изашао 1980. године и у њему се приказао завршетак радње Господара прстенова, са маном да не почиње завршетком претходног филма.
Важно је напоменути да су сва три филма анимирана, али да имају готово потпуну аутентичност са књигама.
На играну верзију филма се чекало дуго, све док крајем 1990-их није настала иницијатива за снимање игране верзије Господара прстенова од стране Питера Џексона и Њу лајн синема, које је додатно финансирала Влада Новог Зеланда.
- 2001. Господар прстенова: Дружина прстена
- 2002. Господар прстенова: Две куле
- 2003. Господар прстенова: Повратак краља

Трилогија је доживела велики успех, како у биоскопима тако и код критичара. Три филма су заједно добила 17 Оскара. Трилогија је постала једна од најпрофитабилнијих и најнаграђиванијих трилогија у историји филма. Само Повратак краља је био други најпрофитабилнији филм у историји у тренутку када је изашао, а освојио је и 11 Оскара, те се тако изједначио са филмовима Бен Хур и Титаник по броју освојених награда Америчке академије. Филмови су постали култна остварења, изазвали су огроман талас интересовања за књиге, али су такође подстакли туризам на Новом Зеланду, на коме су снимани Господар Прстенова, а касније и Хобит. Влада Новог Зеланда је подржала снимање трилогије Господар прстенова са 150 милиона америчких долара.
Трилогија Хобит је играна адаптација романа Хобит, који је направљен као претходник дешавањима у Господару прстенова. Филмове је такође режирао Питер Џексон. Иако је Толкинов роман у облику једне књиге (за разлику од тротомног Господара прстенова), Џексон је одлучио да и Хобита сними у облику филмске трилогије. Оваква одлука је наишла на подељено мишљење међу обожаваоцима.
- 2012. Хобит: Неочекивано путовање
- 2013. Хобит: Шмаугова пустошења
- 2014. Хобит: Битка пет армија

Важно је напоменути да Кристофер Толкин и Tolkien Estate нису били задовољни екранизацијом Господара прстенова, а нарочито не екранизацијом Хобита. Разлог лежи у томе што је књижевна прича промењена до те мере да у неким тренуцима губи почетну замисао њеног креатора. То се посебно односи на екранизацију Хобита чија је радња у односу на роман много више измењена него приликом адаптације Господара. Без обзира, Кристофер Толкин заузима негативан став према оба остварења. Према томе Кристофер Толкин је потврдио да сигурно неће продати права на екранизацију Силмарилиона, плашећи се да књига не доживи исту судбину.
Средња земља се помиње и у биографском филму из 2019. године, о животу и младости Џ. Р. Р. Толкина, под називом Толкин. У овом филму је приказан почетак Толкиновог стваралаштва и догађаји који су га инспирисали за стварање Средње земље.

### Игре
Толкинов рад је имао велики утицај на развитак фантазијских игара улога (енгл. role-playing game). Убедљиво најпознатија игра на чији развитак је имао утицај Толкинов рад и Средња земља јесте Лагуми и змајеви (енгл. Dungeons & Dragons), али поред ње постојале су још две игре које су директан продукт Толкиновог рада — то су The Lord of the Rings Roleplaying Game i Middle-earth Role Playing Game.
„Средња земља играј поштом” игра је оригинално настала 1990. године и то под лиценцом Tolkien enterprises; ова игра се производи и данас.
Три ратне игре су створене на основу Толкиновог рада; то су биле: Рат за прстен (покрива већину догађаја из Господара прстенова), Гондор (фокусира се на битку на пеленорским пољима) и Саурон (покрива дешавања из Другог доба током битке испред капија Мордора). Игра на табли под називом Рат за прстен је такође објављена.
Електроник артс је објавио игре за играчке конзоле и рачунаре засноване на филмовима Питера Џексона. Ово је укључивало платформе као што су Две куле и Повратак краља, те популарну стратешку игру Господар прстенова: Битка за Средњу земљу и њен наставак Господар прстенова: Битка за Средњу земљу II — као и њену експанзију Господар прстенова: Битка за Средњу земљу II: Вештац-краљ Ангмара и фантазијску игру улога Господар прстенова: Треће доба.
Неке од најновијих и графички најзахтевнијих игара чија је радња смештена између два Толкинова најзначајнија рада (Господара прстенова и Хобита) јесу „Средња земља: Сенка Мордора” (енгл. Middle-earth: Shadow of Mordor) објављена у септембру 2014. године, те наставак „Средња земља: Сенка рата” (енгл. Middle-earth: Shadow of War) објављена у октобру 2017. године. У овим видео-играма играч преузима улогу Талиона, убијеног извидника Гондора који се налази заробљен у свету између живих и мртвих. Он је потпомогнут од утваре Келебримбора (вилењачког великаша који је направио прстенове моћи). Заједно они морају изазвати хаос у војскама Мордора.
Америчка компанија Тербајн (део Ворнер броса) објавила је прву MMORPG игру смештену у Средњој земљи под називом Lord of the Rings Online: Shadows of Angmar (скраћено 'LOTRO') у априлу 2007. године. Од тад је направљено неколико великих експанзија додавањем већих делова мапе:
- Сенке Ангмара (енгл. Shadow of Angmar): оригинална игра која обухвата Округ, Ривендел, Бри и генерално већи део Еријадора (Подручје западно од Мистичних планина)
- Рудници Морије (енгл. Mines of Moria): додати Ерегион, Морија и Лотлоријен
- Опсада Мрке шуме (енгл. Siege of Mirkwood): додати јужни део Мрке шуме (укључујући Дол Гулдур) и Енедваит
- Уздизање Изенгарда (енгл. Rise of Isengard): додати Дунланд, Рохански пролаз, Изенгард и Велика река
- Јахачи Рохана (енгл. Riders of Rohan): додат источни део Рохана, источно од реке Ентвош; источни Рохан је подељен на четири дела: Волд, Суткрофтс, Норкрофтс и Долину Ентвоша, а касније је додат и регион Вилдермура
- Хелмов Понор (енгл. Helms Deep): додат западни део Рохана, западно од Ентвоша; овај регион се спаја са Роханским пролазом на западу и садржи престоницу Едорас, као и саму тврђаву Хелмов Понор
- Мордор (енгл. Mordor): додат већи регион Мордора који укључује Црну капију и Планину ватре; важно је напоменути да су пре ове експанзије постепено додавани делови Гондора и Итилијена (подручје источно од Минас Тирита, на граници са Мордором), тако да је целокупан Гондор убачен али се он не сматра већом експанзијом

Поред званично лиценцираних игара настали су и многи Толкином инспирисани модови на већ постојеће игре, као што су Warcraft III, Rome: Total War, Medieval II: Total War, The Elder Scrolls IV: Oblivion и The Elder Scrolls V: Skyrim.

### Средња земља у другим радовима
Постоје концепти слични или идентични са концептом Средње земље у другим Толкиновим радовима, као и у радовима других писаца. Најранији пример јесте модерна енглеска песма „Сиви Чаробњак” (1918) од Маргарет Вајдмер:
Ја сам живела веома срећно на Средњој земљи
Срећно колико слушкиња може бити
Док Сиви Чаробњак није дошао низ пут
И огрнуо ме својим прашњавим огртачем...
Још један пример јесте К. С. Луисова Свемирска трилогија, у којој се Земља такође назива „Средња земља”. Луисов роман, смештен око Другог светског рата, посебно повлачи паралеле са Толкиновим легендаријумом (у то време већина Толкинових радова још увек није објављена, али је важно напоменути да су Луис и Толкин били пријатељи и ривали), те Луис третира те референце примарно као чињенице унутар своје фикције.